# Assassinato de Malcolm X
Malcolm X (nascido Malcolm Little), adepto muçulmano afro-americano e ativista de direitos humanos que participou do movimento pelos direitos civis nos Estados Unidos, foi assassinado no distrito de Manhattan, cidade de Nova York, em 21 de Fevereiro de 1965. Enquanto se preparava para fazer um discurso no bairro de Washington Heights, Malcolm X foi baleado diversas vezes e morreu pouco depois, no hospital. 
Três membros da Nação do Islã, Muhammad Abdul Aziz (Norman Butler), Khalil Islam (Thomas Johnson) e Thomas Hagan (Talmadge Hayer), foram acusados, julgados e condenados pelo assassinato e receberam penas de prisão perpétua. Porém, em novembro de 2021, as sentenças de Abdul Aziz e Khalil Islam foram revertidas.
Especulações sobre o assassinato persistiram por décadas após o tiroteio: se ele foi concebido ou auxiliado por líderes e diferentes membros da Nação do Islã, ou mesmo por agências estatais. Este assassinato foi uma das quatro mortes de personalidades norte-americanas durante a década de 1960 nos Estados Unidos, ocorrendo dois anos após o assassinato do presidente em exercício  John F. Kennedy (1963), e três anos antes do ativista Martin Luther King Jr. e do senador Robert F. Kennedy (1968).

## Ameaças de morte e intimidação pela Nação do Islã
Ao longo de 1964, o conflito de Malcolm X com a Nação do Islã se intensificou e ele foi repetidamente ameaçado. Em fevereiro, um líder do Templo Número Sete ordenou o fuzilamento do carro de Malcolm X. Em março, Elijah Muhammad, líder da Nação do Islã, disse ao ministro de Boston, Louis Farrakhan, que "hipócritas como Malcolm deveriam ter suas cabeças cortadas"; Em Abril, a 10ª edição do jornal Muhammad Speaks (órgão de imprensa oficial da Nação do Islã entre 1960 e 1975) apresentou um desenho representando a cabeça decepada, saltitando, de Malcolm X.
Em 8 de junho, a vigilância do FBI gravou um telefonema no qual Betty Shabazz foi informada de que seu marido estava "praticamente morto". Quatro dias depois, um informante do FBI recebeu a denúncia de que "Malcolm X será eliminado." A edição de setembro de 1964 da revista Ebony dramatizou o enfrentamento de Malcolm X a essas ameaças ao publicar uma fotografia dele segurando uma carabina M1 enquanto olhava pela janela. Em 18 de fevereiro, Malcolm X relatou em uma entrevista que era um homem marcado, referindo-se ao rompimento de seus laços com a Nação do Islã, e como isso seria o motivo de sua morte. Ele continuou dizendo: "Ninguém pode sair sem problemas, e isso comigo será resolvido com morte e violência".
Em 15 fevereiro de 1965, Malcolm X disse ao entrevistador Gordon Parks que a Nação do Islã estava efetivamente tentando matá-lo.

## Assassinato

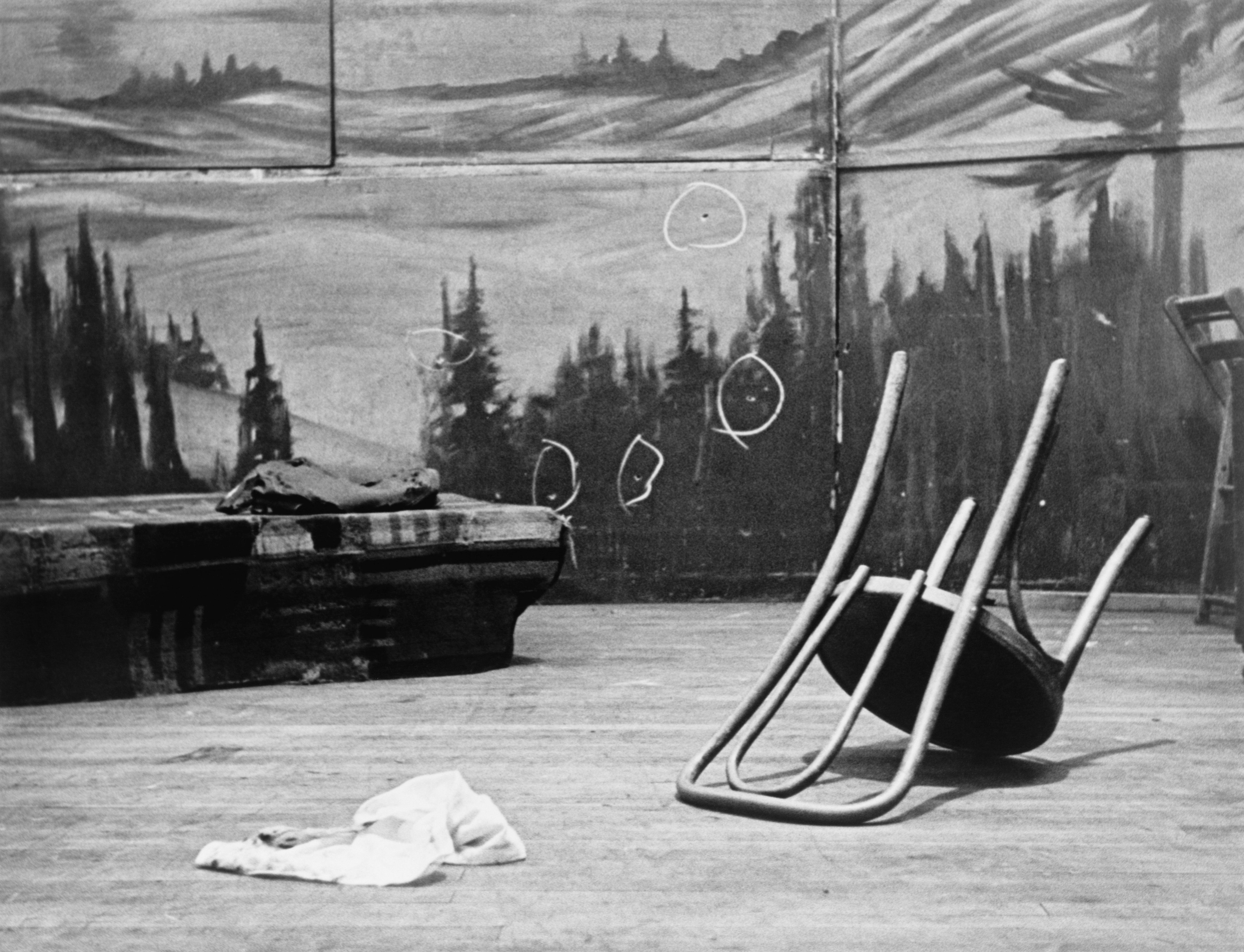
O palco Audubon Ballroom após o assassinato, com buracos de bala marcados por círculos

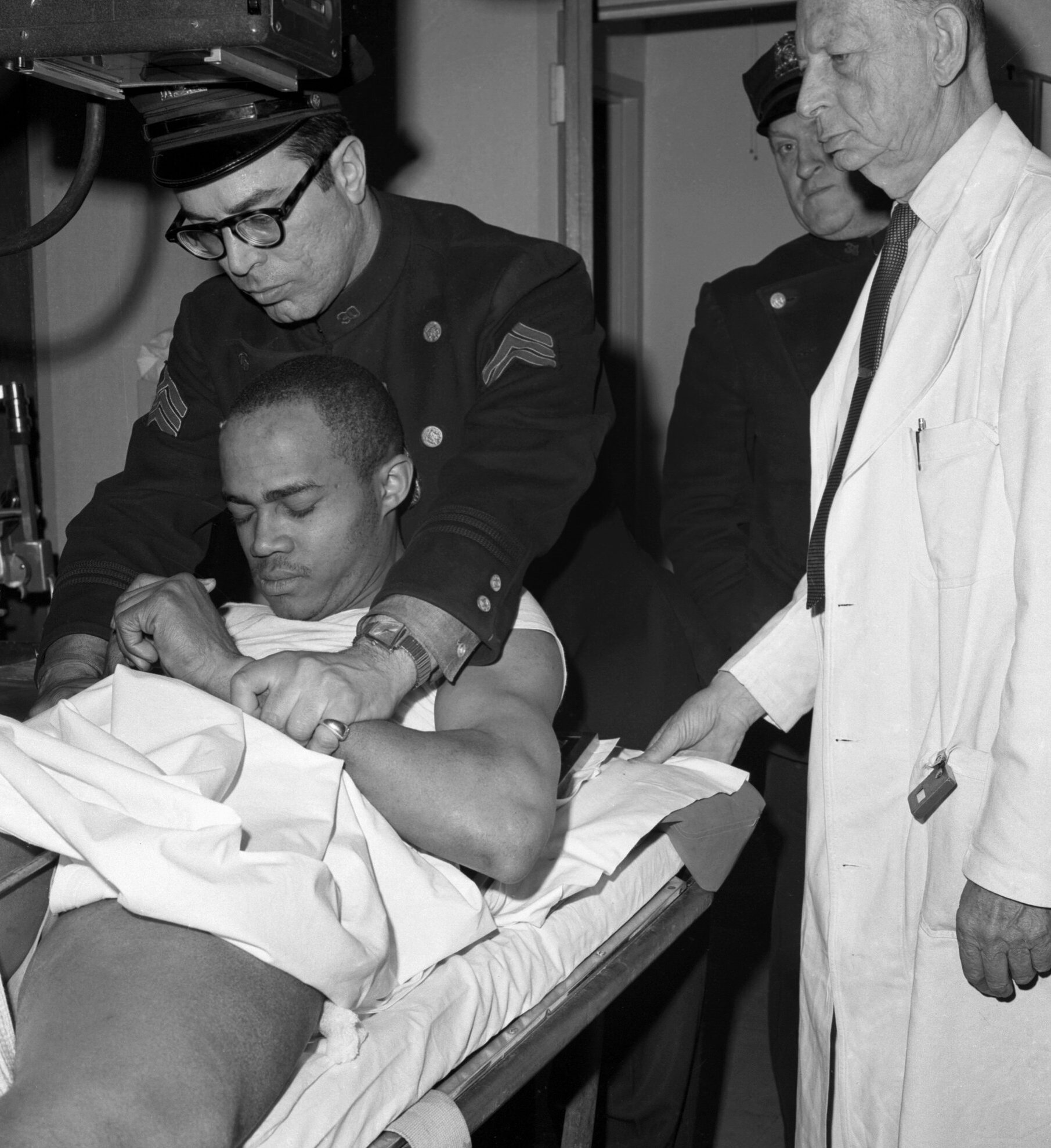
Assassino Thomas Hagan sendo contido por um policial no hospital para onde foi levado após o assassinato.

Em 21 de fevereiro de 1965, Malcolm X estava iniciando uma palestra para a Organization of Afro-American Unity no Audubon Ballroom de Manhattan, quando alguém na plateia de 400 pessoas gritou: "Negro! Tire sua mão do meu bolso!" Enquanto Malcolm X e seus guarda-costas tentavam acalmar a confusão, um homem avançou e atirou uma vez no peito dele com uma espingarda de cano serrado e dois outros homens atacaram o palco disparando revólveres. Malcolm X foi declarado morto às 15:30, pouco depois de chegar ao Columbia Presbyterian Hospital. A autópsia identificou 21 ferimentos de bala no peito, ombro esquerdo, braços e pernas, incluindo dez ferimentos de bala do tiro inicial de espingarda.
Les Payne e Tamara Payne, em sua biografia vencedora do Prêmio Pulitzer, The Dead Are Arising: The Life of Malcolm X, afirmam que os assassinos eram membros da mesquita de Newark, Nova Jersey, da Nação do Islã: William 25X (também conhecido como William Bradley), quem disparou a espingarda; Leon Davis; e Talmadge Hayer (também conhecido como Thomas Hagan).
O atirador membro da Nação do Islã, Talmadge Hayer, foi espancado pela multidão antes da chegada da polícia. Testemunhas identificaram os outros atiradores como membros da Nação do Islã, Norman 3X Butler e Thomas 15X Johnson. Todos os três foram condenados por assassinato em março de 1966 e sentenciados à prisão perpétua. Durante o julgamento, Hayer confessou sua participação no assassinato, mas se recusou a identificar os outros agressores, exceto para afirmar que não eram Butler e Johnson. Em 1977 e 1978, ele assinou declarações reafirmando a inocência de Butler e Johnson, nomeando quatro outros membros da Nação do Islã, pertencente à Mesquita nº 25 de Newark, como participantes do assassinato ou de seu planejamento. Em 2020, a série documental da Netflix Who Killed Malcolm X? explorou o assassinato e lançou uma nova revisão do caso.
Abdul Aziz (Norman Butler) recebeu liberdade condicional em 1985 e tornou-se o chefe da mesquita do Harlem em 1998, mantendo sua inocência. Na prisão, Khalil Islam (Thomas Johnson) rejeitou os ensinamentos da Nação do Islã e se converteu ao Islã sunita. Libertado em 1987, ele manteve sua inocência até sua morte em agosto de 2009. Hayer, que também rejeitou os ensinamentos da Nação do Islã enquanto estava na prisão, converteu-se ao islamismo sunita, e depois ficou conhecido como Mujahid Halim. Ele estava em liberdade condicional em 2010.

## Funeral
A exibição pública do corpo de Malcolm ocorreu de 23 a 26 de fevereiro na Unity Funeral Home, no Harlem, e contou com a presença de 14.000 a 30.000 pessoas em luto . Durante o serviço fúnebre alto-falantes foram instalados para a multidão que transbordou o Templo da Fé, de mil lugares, da Igreja de Deus em Cristo, e uma estação de televisão local transmitiu o culto ao vivo.
Entre os líderes dos direitos civis presentes estavam John Lewis, Bayard Rustin, James Forman, James Farmer, Jesse Gray e Andrew Young. O ator e ativista Ossie Davis fez o elogio fúnebre, descrevendo Malcolm X como "nosso príncipe negro brilhante... que não hesitou em morrer porque nos amou tanto".
Malcolm X foi enterrado no Cemitério Ferncliff em Hartsdale, Nova York  e amigos pegaram as pás dos coveiros para completar o enterro.
A atriz e ativista Ruby Dee e Juanita Poitier (esposa de Sidney Poitier) estabeleceram o Comitê de Mães Preocupadas, que procurou arrecadar dinheiro para comprar uma casa para a família de Malcolm e para a educação de seus filhos.

## Reações
Em um telegrama para Betty Shabazz, Martin Luther King Jr. expressou sua tristeza pelo "chocante e trágico assassinato de seu marido".
Elijah Muhammad disse em uma convenção que "Malcolm X conseguiu exatamente o que pregou", mas negou qualquer envolvimento com o assassinato. “Não queríamos matar Malcolm e não tentamos matá-lo”, disse Muhammad, acrescentando: “Sabíamos que tais ensinamentos tolos e ignorantes o levariam ao seu próprio fim”.
O escritor James Baldwin, que havia sido amigo de Malcolm X, estava em Londres quando ouviu a notícia do assassinato. Ele respondeu com indignação aos repórteres que o entrevistaram, gritando: "Vocês conseguiram! É por causa de vocês - os homens que criaram esta supremacia branca - que este homem está morto. Vocês não são culpados, mas foram vocês que o fizeram… Seus moinhos, suas cidades, a vossa violação de um continente começaram tudo isso."
O New York Post escreveu que "mesmo seus críticos mais perspicazes reconheceram seu brilhantismo —  selvagem, imprevisível e excêntrico, mas, no entanto, possuindo uma promessa que agora deve permanecer não realizada." O New York Times escreveu que Malcolm X era "um homem extraordinário e distorcido" que "transformou muitos talentos verdadeiros em propósitos malignos" e que sua vida foi "estranha e lamentavelmente desperdiçada". A revista Time o chamou de "um demagogo desavergonhado" cujo "credo era a violência".

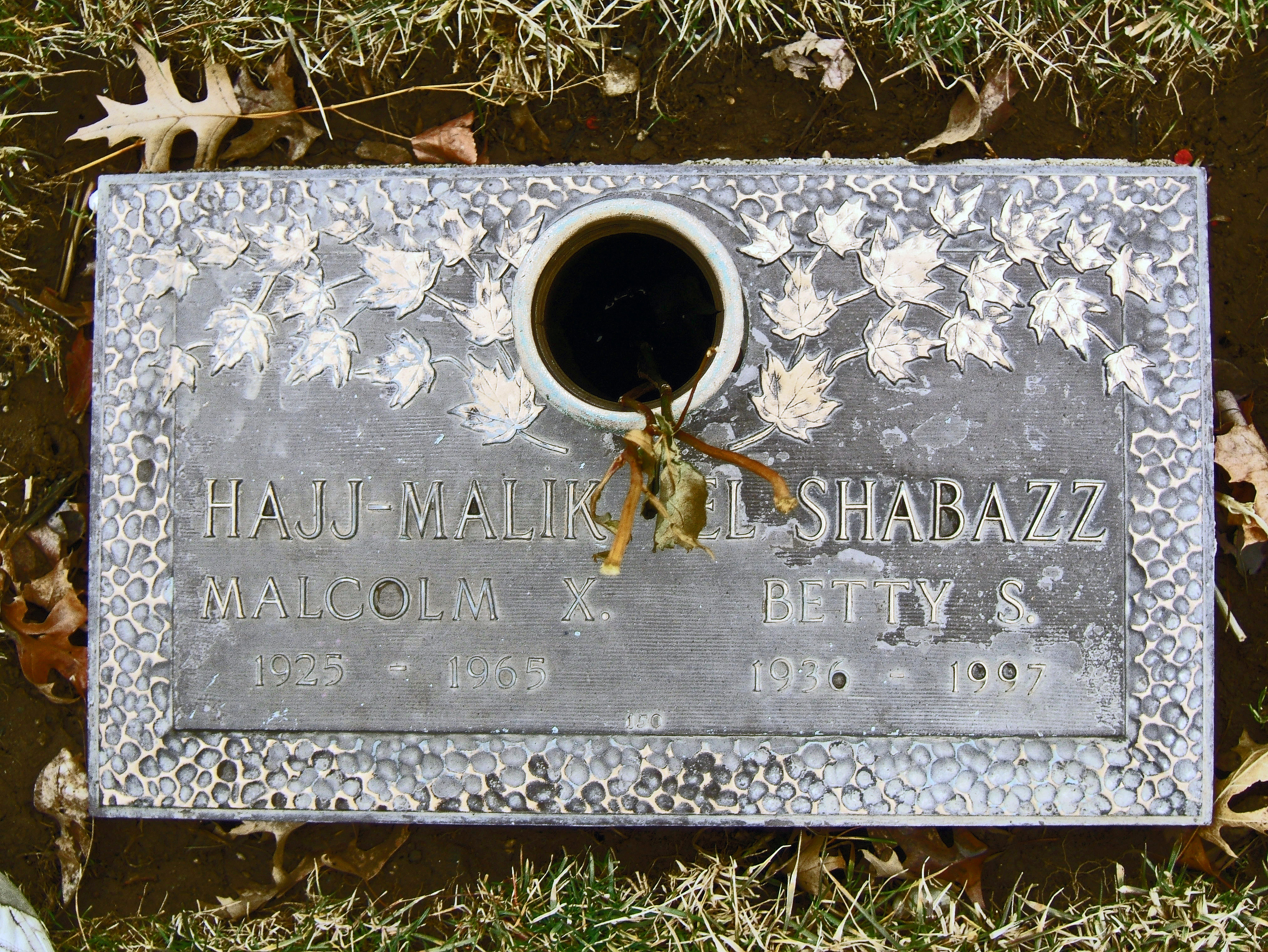
Túmulo de Malcolm X

Fora dos Estados Unidos, principalmente na África, a imprensa foi simpática. O Daily Times da Nigéria escreveu que Malcolm X teria "um lugar no palácio dos mártires". O Ghanaian Times o comparou a John Brown, Medgar Evers e Patrice Lumumba, e o incluiu entre "uma multidão de africanos e americanos que foram martirizados pela causa da liberdade". Na China, o People's Daily descreveu Malcolm X como um mártir, assassinado por "círculos governantes e racistas" nos Estados Unidos; seu assassinato, escreveu o jornal, demonstrou que "ao lidar com opressores imperialistas, a violência deve ser enfrentada com violência". O Guangming Daily, também publicado em Pequim, afirmou que "Malcolm foi assassinado porque lutou pela liberdade e pela igualdade de direitos". Em Cuba, El Mundo descreveu o assassinato como "mais um crime racista para erradicar pela violência a luta contra a discriminação".

## Alegações de conspiração

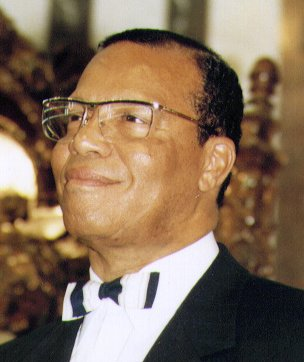
Louis Farrakhan em 2005

Em poucos dias após o assassinato, a questão de quem era o responsável estava sendo debatida publicamente. Em 23 de fevereiro, James Farmer, líder do Congresso de Igualdade Racial, anunciou em uma entrevista coletiva que os traficantes de drogas locais, e não a Nação do Islã, eram os culpados. Outros acusaram o NYPD, o FBI ou a CIA, citando a falta de proteção policial, a facilidade com que os assassinos armados entraram no Audubon Ballroom e o fracasso da polícia em preservar a cena do crime. Earl Grant, um companheiro de Malcolm que estava presente no assassinato, escreveu mais tarde:
[...] Cerca de cinco minutos depois, uma cena incrível aconteceu. No local passeavam cerca de uma dúzia de policiais. Eles estavam caminhando no ritmo que se esperaria se estivessem patrulhando um parque tranquilo. Eles não pareciam estar nem um pouco abalados ou preocupados com as circunstâncias. Eu mal podia acreditar em meus olhos. Aqui estavam os policiais da cidade de Nova York, entrando em uma sala onde pelo menos uma dúzia de tiros foram ouvidos, mas nenhum deles havia sacado sua arma! De fato, alguns deles até estavam com as mãos nos bolsos. 
Na década de 1970, o público foi informado a respeito do COINTELPRO e outros programas secretos do FBI, estabelecidos para se infiltrar e interromper as atividades de organizações de direitos civis durante as décadas de 1950 e 1960. Louis Lomax escreveu que John Ali, secretário nacional da Nação do Islã, era um ex-agente do FBI. Ali, no entanto, negou em uma entrevista que já havia trabalhado para o FBI, afirmando que foi apenas entrevistado. Malcolm X confidenciou a um repórter que Ali exacerbou as tensões entre ele e Elijah Muhammad e que considerava Ali seu "arqui-inimigo" dentro da liderança da Nação do Islã. Por muitos anos, Betty Shabazz manteve ressalvas sobre a Nação do Islã, especialmente sobre Louis Farrakhan, acusando-os de envolvimento no assassinato. Em um discurso de 1993, Farrakhan parecia confirmar que a Nação do Islã era responsável pelo assassinato:   
Não damos a mínima para nenhuma lei do homem branco se você atacar o que amamos. E, francamente, não é da sua conta. O que você tem a dizer sobre isso? Você ensinou Malcolm? Você fez Malcolm? Você limpou Malcolm? Você colocou Malcolm diante do mundo? Malcolm era seu traidor ou nosso? E se lidamos com ele como uma nação lida com um traidor, que diabos você tem a ver com isso? Apenas cale a boca e fique fora disso. Porque no futuro, nos tornaremos uma nação. E uma nação tem que ser capaz de lidar com traidores, assassinos e traidores. O homem branco lida com os dele. Os judeus lidam com os deles.
Nenhum consenso foi alcançado sobre quem foi o responsável pelo assassinato. Em agosto de 2014, uma petição foi iniciada, usando o mecanismo de petição online da Casa Branca, para pedir ao governo que liberasse, sem alteração, quaisquer arquivos que ainda mantivesse relacionados ao assassinato de Malcolm X. Em janeiro de 2019, membros das famílias de Malcolm X, Martin Luther King Jr. e a família Kennedy estavam entre dezenas de americanos que assinaram uma declaração pública pedindo por uma comissão da verdade e reconciliação para persuadir o Congresso dos Estado Unidos ou o Departamento de Justiça a revisar os assassinatos de todos os quatro líderes durante a década de 1960. Em 21 de fevereiro de 2021, a família do falecido detetive do NYPD Raymond Wood, ao lado de três das filhas de Malcolm X, divulgou uma carta supostamente escrita por Wood, que afirmava o envolvimento do NYPD e do FBI no assassinato,. No entanto, outros afirmam que a carta foi falsificada pelo primo de Wood.

## Representações na cultura popular
O assassinato foi retratado em vários meios de comunicação, incluindo o filme de televisão de 1981, Death of a Prophet, e o filme de 1992 Malcolm X.
Death of a Prophet, estrelado por Morgan Freeman como Malcolm X, foi focado principalmente no assassinato. O Pittsburgh Post-Gazette disse que o filme "vai estimular a discussão, mas não lançará nenhuma luz sobre o [assassinato] em si. . . Dizer que Death of a Prophet toma liberdade com os fatos é um eufemismo, mas o grau em que isso acontece pode ser um pouco irritante às vezes."
Malcolm X, estrelado por Denzel Washington e Giancarlo Esposito, retratou que o assassinato teria sido conduzido por membros da Nação do Islã, seguindo o testemunho de Hayer e de quem estava no local. O produtor Marvin Worth adquiriu os direitos de A Autobiografia de Malcolm X em 1967, mas a produção teve dificuldades em contar toda a história, em parte devido a questões não resolvidas em torno do assassinato. Em 1971, Worth fez um documentário, Malcolm X, que recebeu uma indicação ao Oscar nessa categoria.
Quem Matou Malcolm X?, uma série documental da Netflix de 2020 sobre o evento, levou a uma revisão do assassinato pelo escritório do promotor distrital de Manhattan.